# Reichskanzler
Reichskanzler war von 1871 bis 1945 die Amtsbezeichnung des Regierungschefs des Deutschen Reiches. In dieser Rolle stand er dem Kabinett – von 1871 bis 1918 der sogenannten Reichsleitung, von 1919 bis 1945 der Reichsregierung – vor. Von November 1918 bis August 1919 führten die Regierungschefs den Titel Vorsitzender des Rates der Volksbeauftragten bzw. Reichsministerpräsident.
Die Amtsbezeichnung entstammt der deutschen Kanzlertradition des Mittelalters und der Frühen Neuzeit. Der Reichskanzlertitel wurde darüber hinaus zuweilen auch in anderen Monarchien Europas wichtigen Ministern verliehen, so etwa wurde dieser in Österreich-Ungarn von 1867 bis 1871 vom k. u. k. Außenminister Friedrich Ferdinand von Beust und in Russland vom Fürsten Gortschakow geführt. Im Deutschen Reich nach 1871 entwickelte sich daraus eine fortlaufende Tradition, die bis heute im Titel des Bundeskanzlers der Bundesrepublik Deutschland nachwirkt. In Österreich wurde der Kanzlertitel in der Ersten Republik 1919 wieder aufgegriffen und wird seit Ende des Zweiten Weltkriegs in der Zweiten Republik fortgeführt.

## Geschichte

### Deutsches Reich 1848/1849
Während der Revolution von 1848/49 errichtete die Frankfurter Nationalversammlung eine Provisorische Zentralgewalt. Im entsprechenden Zentralgewaltgesetz vom 28. Juni 1848 ist nur von Ministern die Rede, die der Reichsverweser ernennt. Der führende Minister wurde in der Verfassungswirklichkeit Präsident des Gesamt-Reichsministeriums oder Reichsministerpräsident genannt. Von September bis Dezember regierte das Kabinett Schmerling ohne offiziellen Präsidenten, aber Anton von Schmerling saß laut interner Absprache dem Ministerrat vor.
Auch die Frankfurter Reichsverfassung vom 28. März 1849 sah nur Minister oder Reichsminister vor. Der Kaiser sollte die Minister ernennen, welche die Reichsgewalt ausüben sollten. Sie hätten eigens verantwortlich sein sollen und ein späteres Gesetz sollte diese Ministerverantwortlichkeit genauer regeln. Von einer Entlassung der Minister durch den Kaiser war nicht ausdrücklich die Rede.

### Norddeutscher Bund und Deutsches Kaiserreich

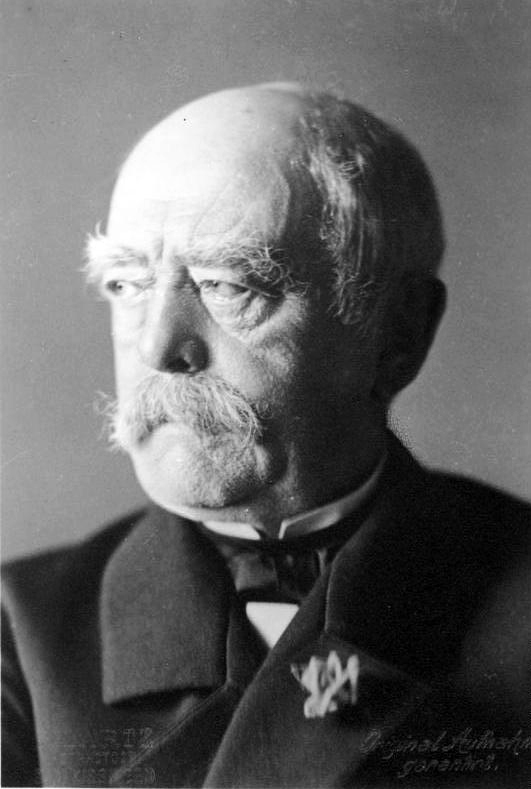
Otto von Bismarck, 1890, Kanzler und preußischer Ministerpräsident

Im Jahr 1867 wurde der Norddeutsche Bund gegründet, in dem Preußen der größte und dominierende Einzelstaat war. Im Jahr 1870 kamen durch die Novemberverträge die süddeutschen Staaten hinzu. In der Folge wurde der Bund in Deutsches Reich umbenannt. Auch andere Bezeichnungen änderten sich, wenngleich die Grundzüge des politischen Systems dieselben blieben.
Der Bundesstaat von 1867 hatte als Bundesorgane
- den Bundesrat als Vertretung der Einzelstaaten,
- den Reichstag als gewähltes Parlament,
- und das Bundespräsidium, das immer vom preußischen König ausgeübt wurde.

Das Bundespräsidium setzte einen Bundeskanzler ein, der für die Anordnungen des Präsidiums die Verantwortung übernahm. Damit war er der einzige Bundesminister. Außerdem hatte der Bundeskanzler den Vorsitz im Bundesrat. Zwar war es nicht in der Verfassung vorgeschrieben, aber der Kanzler war gleichzeitig (meist) preußischer Ministerpräsident.
Innerhalb der Staatsorganisation sollte die Wahl des Kanzlerbegriffs einen untergeordneten Rang dieses Bundesorgans signalisieren, denn der neue „Kanzler“ des Bundes sollte – anders als die Regierungschefs der Bundesstaaten – eben kein vollwertiger Ministerpräsident sein. Zudem symbolisierte der Kanzlertitel, wie in der preußischen Tradition etwa von Hardenbergs, auch eine starke monarchisch-bürokratische und damit letztlich antiparlamentarische Komponente. In beidem unterschied sich die 1867/71 geschaffene Exekutive des Bundes bzw. des Reiches ganz bewusst vom deutschen „Gesamt-Reichsministerium“ der Revolutionsjahre 1848/49, an dessen Spitze ein „Reichsministerpräsident“ gestanden hatte.
Diese Konstruktion wurde 1871 im durch die süddeutschen Staaten erweiterten Kaiserreich beibehalten. Faktisch waren die meisten Angehörigen der Reichsleitungen dennoch Minister, da die Reichsämter in der Regel in Personalunion mit den entsprechenden preußischen Ministerien verwaltet wurden. Im Range eines (seinem Monarchen verantwortlichen) Ministers auf Reichsebene stand jedoch allein der Reichskanzler, während die Leiter der Reichsressorts keine eigenständigen Minister, sondern „Staatssekretäre“ waren. Der Kanzler konnte diesen Beamten Weisungen erteilen.
Der Reichskanzler war zwischen 1871 und 1918 allein dem Deutschen Kaiser verantwortlich. Der Kaiser als Staatsoberhaupt des Deutschen Reiches berief und entließ den Reichskanzler. Der Kanzler hatte ohne (preußisches) Mandat auch kein Recht, vor dem Reichstag zu reden. Der preußische Ministerpräsident Otto von Bismarck war der erste Bundeskanzler, am 4. Mai 1871 wurde der Titel in Reichskanzler geändert. Schon im Norddeutschen Bund war der Reichskanzler gleichzeitig preußischer Ministerpräsident und Außenminister.
Durch die Oktoberreformen 1918 wurde unter anderem Artikel 15 der Reichsverfassung, der die Ernennung des Reichskanzlers durch den Kaiser regelte, um eine Bestimmung ergänzt. Demnach bedurfte „der Reichskanzler […] zu seiner Amtsführung des Vertrauens des Reichstags“. Diese Vorschrift, die erst kurz vor dem Ende des Kaiserreichs eingefügt wurde, ist später in die Weimarer Verfassung übernommen worden.

### Österreich-Ungarn
Nach der Niederlage im Deutschen Krieg von 1866 war der österreichische Kaiser Franz Joseph I. gezwungen, die Nationalitätenfrage im Vielvölkerstaat zu lösen (Österreichisch-Ungarischer Ausgleich). Der erste Minister des Ministeriums des kaiserlichen und königlichen Hauses und des Äußeren, Friedrich Ferdinand von Beust, Amtsinhaber von 1867–1871, trug den Titel „Reichskanzler“, der dann auf ungarischen Wunsch ab 1871 nicht mehr vergeben wurde.

### Weimarer Republik
Mit der Novemberrevolution von 1918 wurde nicht nur das deutsche Kaisertum gestürzt, sondern auch das Amt des Reichskanzlers durch einen revolutionären „Rat der Volksbeauftragten“ abgelöst. Im Februar 1919 wurde erneut ein Kabinett auf Reichsebene gebildet, und zwar aufgrund des Gesetzes über die vorläufige Reichsgewalt. Es sah die Bildung eines Reichsministeriums vor, womit die Regierung insgesamt gemeint war. Der Vorsitzende dieser Reichsregierung erhielt dann den Titel eines Reichsministerpräsidenten (auch Präsident des Reichsministeriums).
Bereits im August 1919 führte die Weimarer Reichsverfassung jedoch wieder die eingebürgerte Bezeichnung „Reichskanzler“ ein. Auch in der Weimarer Republik (1919–1933) wurde der Reichskanzler vom deutschen Staatsoberhaupt – nunmehr dem Reichspräsidenten – ernannt und entlassen, doch war er dem Reichstag gegenüber insoweit verantwortlich, als der Reichskanzler (und auch jeder Reichsminister) gemäß Art. 54 der Weimarer Verfassung zurücktreten musste, wenn ihm der Reichstag durch ausdrücklichen Beschluss sein Vertrauen entzog. Bis zu einem solchen Misstrauensvotum konnte der Reichskanzler mithin ohne parlamentarische Mehrheit regieren. Zudem konnte der Reichspräsident gemäß Art. 48 der Weimarer Verfassung sogenannte Notverordnungen erlassen.

### Zeit des Nationalsozialismus
Als Adolf Hitler am 30. Januar 1933 zum Reichskanzler ernannt wurde, endete alsbald faktisch auch die parlamentarische Regierungsform; Hitler richtete sehr schnell eine Parteidiktatur ein und wurde zum Alleinherrscher ohne jede Verantwortlichkeit. Nach dem Tode des Reichspräsidenten Paul von Hindenburg ließ Hitler Anfang August 1934 im Gesetz über das Staatsoberhaupt des Deutschen Reichs die Ämter des Reichspräsidenten und des Reichskanzlers zu seinen Gunsten zusammenlegen und sich in der Volksabstimmung über das Staatsoberhaupt des Deutschen Reichs als „Führer und Reichskanzler“ bestätigen. Diesen Titel führte er bis zu seinem Suizid am 30. April 1945.
Hitler besaß verfassungsrechtlich nicht das Recht, auf einfachem testamentarischen Wege seine Nachfolge zu bestimmen, doch hatte er auf diese Weise am 29. April 1945 seinen engen Gefolgsmann Joseph Goebbels zu seinem Nachfolger als Reichskanzler bestimmt. Dies zeigte keine politische Wirkung, da das Reich damals bereits zu großen Teilen von den Alliierten besetzt war und Goebbels schon einen Tag nach Hitler, am 1. Mai 1945, ebenfalls Selbstmord beging. Der von Hitler auf dieselbe zweifelhafte Weise zum neuen Reichspräsidenten bestimmte Großadmiral Karl Dönitz beauftragte daraufhin am 2. Mai 1945 Reichsfinanzminister Graf Schwerin von Krosigk mit der Leitung der Geschäftsführenden Reichsregierung, wobei dieser den Titel des Reichskanzlers nicht mehr führte. Diese letzte nationalsozialistische Reichsexekutive, die weder über Legitimität noch über reale politische Macht verfügte, wurde am 23. Mai 1945 von den Alliierten verhaftet und Schwerin von Krosigk am 5. Juni 1945 auch formell abgesetzt.

### Nachwirkungen

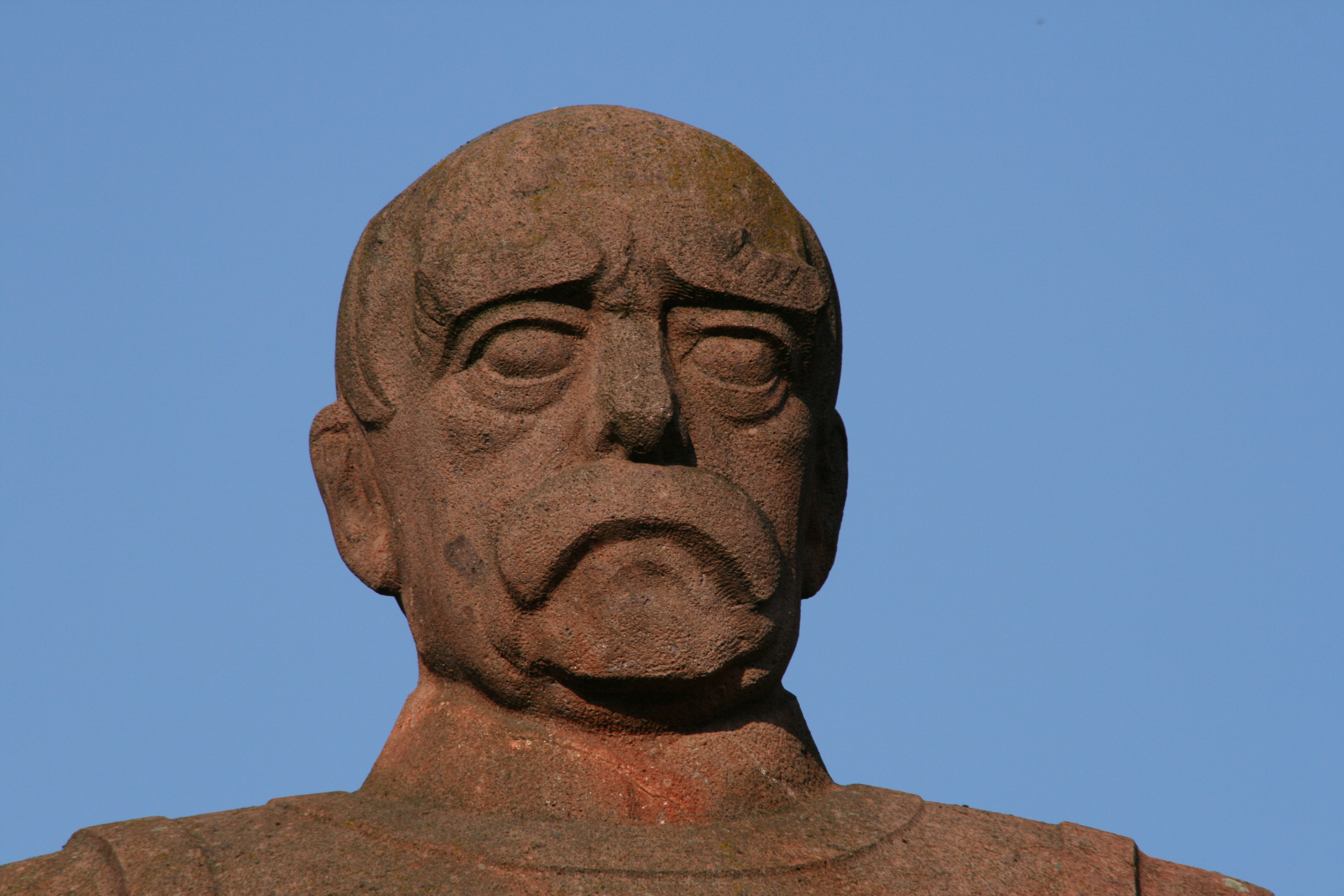
Bismarck-Denkmal in München, 2007

#### Deutsche Demokratische Republik
In der DDR war der Amtstitel des Regierungschefs zunächst „Ministerpräsident“, wobei dieser Titel allerdings sehr bald durch den eines „Vorsitzenden des Ministerrats“ verdrängt wurde, der sich an sowjetische Traditionen einer Räterepublik anlehnte. Im November 1989 kam aber der ursprüngliche Titel wieder in Gebrauch.

#### Bundesrepublik Deutschland
Die Amtsbezeichnung des Regierungschefs der Bundesrepublik Deutschland ist seit 1949 – in bewusster Anlehnung an die Tradition sowie der staatsrechtlichen Kontinuität und völkerrechtlichen Identität des deutschen Staates zum Norddeutschen Bund und Deutschen Reich – „Bundeskanzler“.

## Statistisches

### Allgemeines und Amtszeit

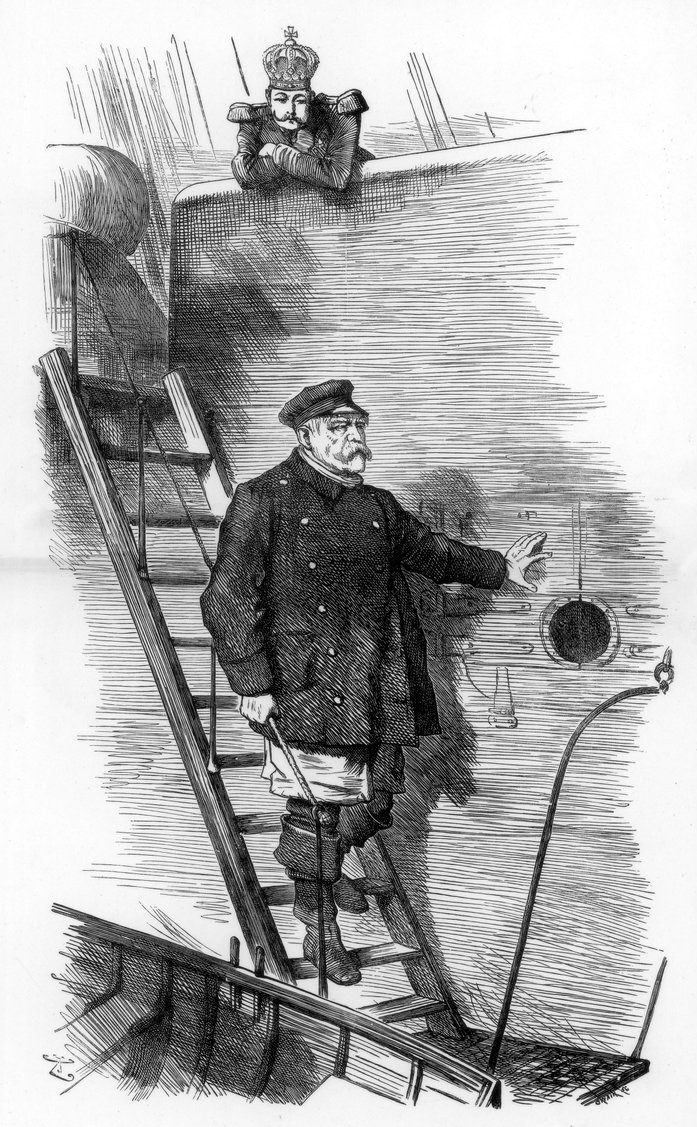
Die Punch-Karikatur Dropping the Pilot (im Deutschen meist übersetzt mit: „Der Lotse geht von Bord“) von Sir John Tenniel zum Rücktritt Bismarcks 1890 (an der Reling: Kaiser Wilhelm II.)

Werden der „Nachfolger“ Hitlers, Joseph Goebbels, und der diesem nachfolgende Leitende Minister (Lutz Schwerin von Krosigk) mit hinzugenommen, so sind es von Bismarck bis einschließlich Schwerin-Krosigk 24 Personen, die Reichskanzler, Reichsministerpräsident oder „Quasikanzler“ waren.
Am längsten gedient hat Bismarck. Er war fast auf den Tag genau 19 Jahre lang Reichskanzler, dazu knapp vier Jahre Bundeskanzler des Norddeutschen Bundes. In der Weimarer Zeit amtierte Wilhelm Marx, werden seine beiden Amtszeiten (vier Kabinette) zusammengerechnet, drei Jahre und 74 Tage.
Am kürzesten dauerte die Amtszeit von Joseph Goebbels (einen Tag, 30. April bis 1. Mai 1945), der von Hitler testamentarisch eingesetzt worden war. Schwerin-Krosigk war 22 Tage, Schleicher 57 Tage im Amt. Im Kaiserreich dauerte vor dem Ersten Weltkrieg die kürzeste Kanzlerschaft viereinhalb Jahre (Leo von Caprivi) und während des Krieges einen Monat  (Max von Baden).

### Titel und Ämter

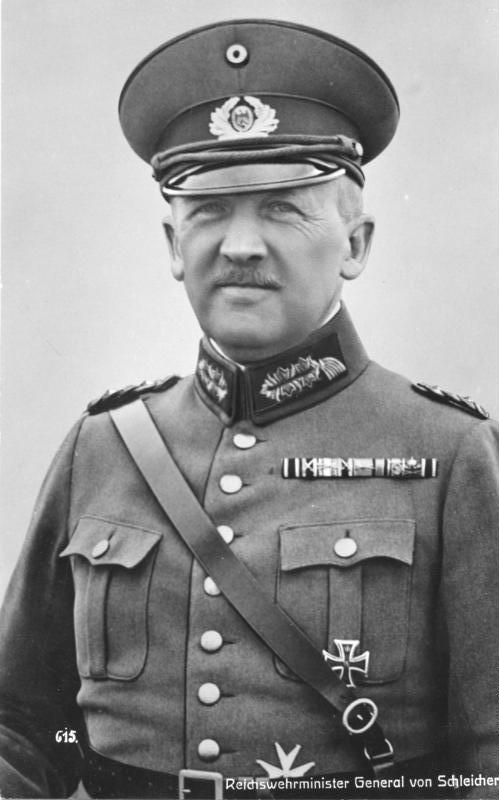
General Kurt von Schleicher, 1932

Georg von Hertling war 1917 der erste Kanzler mit Promotion.
Gedient haben von den kaiserzeitlichen Kanzlern Otto von Bismarck, Leo von Caprivi und Max von Baden. Von den Weimarer Kanzlern war der wehrdienstuntaugliche Joseph Wirth Krankenpfleger im Weltkrieg gewesen, Heinrich Brüning, Franz von Papen, Kurt von Schleicher und Adolf Hitler waren Soldaten bzw. Offiziere gewesen.
Gustav Bauer, Joseph Wirth, Gustav Stresemann und Wilhelm Marx übernahmen auch nach ihrer Kanzlerschaft noch Ministerämter. Umgekehrt war es gängig, dass ein Kanzler zuvor Minister (bzw. Staatssekretär im Kaiserreich) war: Bernhard von Bülow (Außenamt), Theobald von Bethmann Hollweg (Inneres), Gustav Bauer (Arbeit), Hermann Müller (Außenamt), Joseph Wirth (Finanzen), Hans Luther (Ernährung, Finanzen), Kurt von Schleicher (Reichswehr). Ehemalige Ministerpräsidenten eines deutschen Landes waren Chlodwig zu Hohenlohe-Schillingsfürst und Georg von Hertling (beide Bayern).
Nie Mitglied des Reichstags waren Max von Baden, Wilhelm Cuno, Hans Luther und Kurt von Schleicher. Hitler wurde erst während seiner Kanzlerschaft Reichstagsabgeordneter. Bei Amtsantritt kein Parlamentarier, wohl aber zuvor, war Georg von Hertling (1875–1890, 1896–1912). Ehemalige Fraktionsvorsitzende waren Scheidemann, Gustav Stresemann, Hermann Müller und Heinrich Brüning; der frühere Reichstagspräsident Constantin Fehrenbach war es nach seiner Kanzlerschaft wieder.